# Genesee Valley Transportation Company
Die Genesee Valley Transportation Company (GVT Rail) ist ein Holdingunternehmen, das alleiniger Eigentümer von sechs im Schienengüterverkehr der US-Bundesstaaten New York und Pennsylvania tätigen Bahngesellschaften ist.

## Geschichte
1985 gründete David J. Monte Verde, damals Vertriebsmitarbeiter eines Signalherstellers, mit den ebenfalls im Rochester & Genesee Valley Railroad Museum und ähnlichen Vereinigungen tätigen Michael Thomas, Charles Riedmiller, Jeffrey Baxter und John Herbrand ein Unternehmen namens LV 211 Associates. Dessen Ziel war es, eine bestimmte Diesellokomotive des Typs Alco RS-3m – die frühere Lok 211 der Lehigh Valley Railroad (LV) – von Conrail zu erwerben. Dies gelang und das Fahrzeug wurde ab 1. Oktober 1986 für gut ein Jahr an die Rochester and Southern Railroad vermietet, ehe es in den Bestand des Museums übergeben wurde. Die Einnahmen aus der Vermietung finanzierten sowohl die Restaurierung des Museumsexponats als auch den Erwerb von zwei weiteren Diesellokomotiven durch das nun in Genesee Valley Transportation Associates (GVT) umbenannte Unternehmen im Jahr 1988.
Die mehrheitlich von Monte Verde gehaltene GVT beschloss den Einstieg in den Schienengüterverkehr. Gelegenheit dazu ergab sich 1988, als die Erie County Industrial Development Agency nach einem neuen Betreiber für den sporadischen Güterverkehr auf ihrer knapp fünf Kilometer langen Bahnstrecke in Lancaster, einem östlichen Vorort von Buffalo, suchte. GVT erhielt den Zuschlag und gründete die Depew, Lancaster and Western Railroad (DLWR), die 1989 den Betrieb auf der namensstiftenden Strecke und einer Werksbahn in Buffalo aufnahm.
Anfang 1991 übernahm GVT die Lowville and Beaver River Railroad (LBR). Diese 1903 gegründete Bahngesellschaft hatte ihren regulären Betrieb Anfang 1990 eingestellt, wurde unter GVT-Regie jedoch im Februar 1991 reaktiviert. Im Juni 1991 übernahm GVT von Conrail den Lowville Industrial Track, die Newton Falls Secondary und die Strecke von Utica nach Lyons Falls, zu deren Betrieb die Mohawk, Adirondack and Northern Railroad (MHWA) gegründet wurde. 1993 begann die MHWA mit der Bedienung einer Anschlussbahn in Rome, während die DLWR den Güterverkehr der Lower Town Industrial Trackage in Batavia übernahm. Infrastrukturbetreiber ist in Rome und Batavia die 1993 dazu gegründete GVT-Tochtergesellschaft Genesee & Mohawk Valley Railroad (G&MV).
Ebenfalls 1993 konnte GVT eine Ausschreibung der Lackawanna County Rail Authority über den Betrieb des Güterverkehrs auf den insgesamt rund 140 km langen Bahnstrecken der Counties Lackawanna und Monroe im Nordosten von Pennsylvania gewinnen. Die dazu gegründete GVT-Tochtergesellschaft Delaware-Lackawanna Railroad (DL) ist heute das mit Abstand größte Unternehmen im GVT-Verbund, nachdem das Frachtaufkommen der MHWA im Jahr 2000 durch die Schließung belieferter Unternehmen signifikant abnahm, während das DL-Aufkommen seit Gründung deutlich stieg. 2019 beförderte die DL mit 9690 Güterwagen fast doppelt soviele Wagen wie die übrigen GVT-Gesellschaften zusammen.
GVT agiert seit 1. August 1993 unter dem heutigen Namen als Holdinggesellschaft. Das Unternehmen ist nach wie vor im Eigentum von vier der fünf Gründer sowie der Erben des im Januar 2004 verstorbenen fünften Gründers, Charles Riedmiller.
1996 gründete die GVT die Falls Road Railroad (FRRR), die von Conrail anschließend am 24. Oktober 1996 den verbleibenden Streckenteil Lockport–Brockport der Falls Road-Strecke zwischen Rochester und Lockport mit dem lokalen Schienengüterverkehr übernahm.

## Bahngesellschaften im Besitz von GVT
| Name                                     | Reporting mark | Streckenlänge in Kilometer | im Besitz seit | Bemerkung                                                                                 |
| ---------------------------------------- | -------------- | -------------------------- | -------------- | ----------------------------------------------------------------------------------------- |
| Depew, Lancaster and Western Railroad    | DLWR           | 14,9                       | 1989           | Infrastruktur ist Eigentum des Counties, der G&MV oder Trackage Rights                    |
| Lowville and Beaver River Railroad       | LBR            | 16,8                       | 1991           | seit 2000 außer Betrieb                                                                   |
| Mohawk, Adirondack and Northern Railroad | MHWA           | 150,6                      | 1991           | zzgl. rund 50 km Trackage Rights auf G&MV- und CSX-Strecken                               |
| Genesee & Mohawk Valley Railroad         | G&MV           | 21,1                       | 1993           | reiner Infrastrukturbetreiber                                                             |
| Delaware-Lackawanna Railroad             | DL             | 142                        | 1993           | Infrastruktur ist Eigentum der Pennsylvania Northeast Regional Railroad Authority (PNRRA) |
| Falls Road Railroad                      | FRRR           | 67,1                       | 1996           |                                                                                           |